# Hymenopenaeus fallax
Hymenopenaeus fallax is een tienpotigensoort uit de familie van de Solenoceridae. De wetenschappelijke naam van de soort is voor het eerst geldig gepubliceerd in 2004 door Crosnier & Dall.